# Tlacoxochapa
Tlacoxochapa är en ort i Mexiko.   Den ligger i kommunen Atlixtac och delstaten Guerrero, i den sydöstra delen av landet, 230 km söder om huvudstaden Mexico City. Tlacoxochapa ligger 1 632 meter över havet och antalet invånare är 390.
Terrängen runt Tlacoxochapa är huvudsakligen kuperad, men söderut är den bergig. Tlacoxochapa ligger nere i en dal. Runt Tlacoxochapa är det ganska glesbefolkat, med 43 invånare per kvadratkilometer. Närmaste större samhälle är Escalerilla Lagunas, 4,6 km öster om Tlacoxochapa. I omgivningarna runt Tlacoxochapa växer huvudsakligen savannskog.